# Mark Foster (cantante)
Mark Derek Foster (San José, California; 29 de febrero de 1984) es un cantante, compositor estadounidense. Conocido por ser el vocalista y líder de la banda Foster the People.

## Biografía
Foster asistió a la Escuela Secundaria Nordonia en Cleveland, Ohio. Después de graduarse, se mudó con su tío Sylmar a Los Ángeles en California para seguir una carrera musical en la cual tuvo varios trabajos. Dijo: "Me sentía como un Hunter S. Thompson de 18 años de edad, estaba simplemente subiendo a esta subcultura de Hollywood Hills y tomando todo.. No era tímido de tomar mi guitarra en una fiesta quería ser el centro de atención".
En un tiempo, se reunió con el actor Brad Renfro. Foster luchó con la adicción a las drogas durante sus primeros años en Los Ángeles, diciendo: "Se puso bastante oscuro, mis amigos pensaron que iba a morir. Yo era ciego a ella Cuando tenía 19 años, llegó a un punto en el que yo mismo me dije "Basta, es suficiente".. ... Vi que el tiempo me pasaba por alto, no estaba siendo productivo.
Varios intentos de fundar una banda resultaron infructuosos. Después de cumplir 22 años, dice que fue contactado por Aftermath Entertainment para exhibir sus talentos musicales, pero la oportunidad finalmente fracasó. Durante los años siguientes, Foster atendió mesas en un café mientras lidiaba con el bloqueo del escritor, pero permaneció en Los Ángeles luego de conseguir un trabajo como escritor para un comercial de jingle para Mophonics en 2008. Dijo de la profesión: "Definitivamente aprendí de la profesión desde un punto de vista comercial se como funciona ", y él lo atribuyó a revivir su confianza en la actuación. La música que escribió Foster abarcó una amplia gama de géneros, pero tuvo dificultades para reconciliar sus composiciones eclécticas. Explicó: "Escribiría una canción y sería una canción de hip-hop. Escribiría otra y sería muy electrónica. Otra sería como una espiritual, y otra sería una canción clásica de piano. estaba constantemente tratando de reunir esos elementos. Me llevó seis años hacerlo". Aún deseaba formar parte de un grupo; Reflexionando sobre una residencia que hizo en un lugar donde se tocaba música electrónica, dijo: "Fuimos solo yo y una computadora portátil. Realmente, fue terrible. Sabía que necesitaba una banda".
- Datos: Q18223254
- Multimedia: Mark Foster (1984) / Q18223254